# Druk Pol FC
Drukpol FC, ook wel Druk Pol FC genoemd, was een voetbalclub uit Thimphu, Bhutan. Tot 1996 heette het Royal Bhutan Police FC. Drukpol FC is recordtitelhouder van de A-divisie, met 8 titels. De thuisbasis van het team was het Changlimithang-stadion.
In juli 2017 werd het team door de Bhutan Football Federation tot 2020 geschorst voor alle competities wegens het mishandelen en niet gehoorzamen van de scheidsrechter tijdens een wedstrijd.

## Gewonnen prijzen
- A-Divisie
  - Winnaar (7): 1996, 1997, 1998, 1999, 2000, 2001, 2003